# Dicranomyia (Dicranomyia) fijiana
Dicranomyia (Dicranomyia) fijiana is een tweevleugelige uit de familie steltmuggen (Limoniidae). De soort komt voor in het Australaziatisch gebied.